# Chiesa di Nostra Signora di Bonaria (Osilo)
La chiesa di Nostra Signora di Bonaria è un edificio religioso ubicato in territorio di Osilo, centro abitato della Sardegna nord-occidentale. È consacrata al culto cattolico e fa parte della parrocchia dell'Immacolata Concezione, arcidiocesi di Sassari. L'edificio, risalente al XVII secolo, presenta un'aula mononavata terminante con un'abside.
La chiesa, distante dall'abitato circa tre chilometri, è posizionata sulla vetta più elevata del monte Tuffudesu, a quota 766, da cui domina il golfo dell'Asinara e gran parte della provincia di Sassari. Grazie a questa felice posizione  il cartografo generale Alberto La Marmora collocò sul tetto uno dei suoi segnali trigonometrici.